# آنتونیو پاچکو داگوستی
آنتونیو پاچکو دی آگوستی (انگلیسی: Antonio Pacheco D'Agosti؛ زادهٔ ۱۱ آوریل ۱۹۷۶) بازیکن فوتبال اهل اروگوئه است.
از باشگاه‌هایی که در آن بازی کرده‌است می‌توان به باشگاه فوتبال جیمناسیا لاپلاتا، باشگاه فوتبال اینتر میلان، باشگاه فوتبال اسپانیول، باشگاه فوتبال دپورتیوو آلاوس، باشگاه فوتبال آلباسته بالومپیه، باشگاه فوتبال مونته‌ویدئو واندررز، و باشگاه فوتبال پنیارول اشاره کرد.
وی همچنین در تیم ملی فوتبال اروگوئه بازی کرده‌است.